# Seleção Cipriota de Voleibol Feminino
A seleção cipriota de voleibol feminino é uma equipe europeia composta pelas melhores jogadoras de voleibol de Chipre. A equipe é mantida pela Associação Cipriota de Voleibol (Cyprus Volleyball Association). Encontra-se na 54ª posição do ranking mundial da FIVB segundo dados de 6 de outubro de 2015.